# Арабинът (теленовела)
„Арабинът“ (на испански: El árabe) е мексиканска теленовела от 1980 г., режисирана от Хулио Кастийо, и продуцирана от Ирене Сабидо за Телевиса. Сюжетът се базира на английския роман Шейхът от Е. М. Хюл.
В главните роли са Енрике Лисалде и Хулиета Егурола.

## Сюжет
Диана Майо, млада и лекомислена англичанка, решава да направи пътуване до Арабския свят, тръгвайки от Лондон, въпреки че брат ѝ Луис се противопоставя на решението ѝ. Озовавайки се в пустинята, Диана пътува с керван, който е нападнат от араби, ръководени от шейха Ахмед Бен Хасан, а керванджията е убит. Диана е отвлечена от Ахмед, който я отвежда в луксозния си арабски палат.
Въпреки съпротивата на Диана, Ахмед я прави своя. Тя се превръща в любимка на шейха, и това е причината за породилата се завист от страна на Сарда, другата му жена, и от Гастон, френския слуга на Ахмед. Диана осъзнава, че Ахмед е безмилостен. Един ден той изпраща хора, които да бичуват един от слугите му, оставяйки го полумъртъв. Другата страна на Ахмед е противоположна на първата му – той може да бъде културен, изискан, благороден. Именно заради тази страна на шейха, Диана се увлича по него. Сарда ще направи всичко възможно, за да се отърве от Диана, опитвайки се да я предаде на Ибрахим Омар, най-големия враг на Ахмед.
Междувременно Луис е започнал издирването на сестра си, подпомогнат от лорд Савил и Ернесто Илинуорд, който е приятел на Ахмед. Шейхът признава на лорда и Ернесто, че е отвлякъл Диана, за да отмъсти заради своята майка, пострадала от ръцете на англичанин, който се оказва лорд Савил, разрушил живота си чрез алкохола, и от когото майката на Ахмед е забременяла. Лорд Савил е истинският баща на Ахмед.
Ибрахим Омар прави опит да отвлече Диана и ранява Ахмед, който се опитва да я защити, но Ернесто спасява живота на Ахмед, убивайки Ибрахим Омар. В крайна сметка, въпреки молбите да се върне в Лондон, Диана решава да остане с шейха, защото го обича.

## Актьори
- Енрике Лисалде – Ахмед Бен Хасан
- Хулиета Егурола – Диана Майо
- Клаудио Брук – Лорд Севил
- Норма Ласарено – Сарда
- Хосе Алонсо – Ернесто
- Уали Барон – Ибрахим Омар
- Оскар Сервин – Енрике Гастон
- Дина де Марко – Ядира
- Серхио Суани – Ануар
- Чела Нахера
- Гилермо Агилар – Луис Майо
- Едуардо Борха – Мустафа Али
- Ектор Тейес – Юсуф
- Сантанон – Хасан
- Марио Лахе – Абюд
- Рамон Очоа – Карим
- Рубен Калдерон – Илинуорд
- Клаудия Гусман – Ясмин

## Премиера
Премиерата на Арабинът е на 24 март 1980 г. по Canal de las Estrellas. Последният 20. епизод е излъчен на 4 август 1980 г.